# Grubbtjärnen (Malå socken, Lappland)
Grubbtjärnen är en sjö i Malå kommun i Lappland och ingår i Skellefteälvens huvudavrinningsområde.